# Bíró Sándor (játékvezető)
Bíró Sándor (Budapest, 1891. szeptember 16. – Budapest, 1950. május 31.) magyar nemzetközi labdarúgó-játékvezető. 
Polgári foglalkozása, egy biztosító társaság felügyelője.

## Pályafutása

### Labdarúgóként
A labdarúgást ifjúsági korában a BAK játékosaként kezdte megismerni. A korra jellemző, egyre jobban fejlődő sportok közül szívesen atletizált és asztali teniszezett.

### Nemzeti játékvezetés
Játékvezetésből Budapesten a Bírói Tanács (BT) előtt vizsgázott. Az MLSZ által üzemeltetett labdarúgó bajnokságokban kezdte sportszolgálatát. Végigjárta a minősítési osztályokat (I. fok; II. fok; III. fok). A Bírói Tanács javaslatára NB II-es, 1912-től NB I-es bíró. 1926–1934 között tagja volt a profi játékvezetői keretnek. Küldési gyakorlat szerint rendszeres partbírói szolgálatot is végzett. A nemzeti játékvezetéstől 1939-ben visszavonult. NB I-es mérkőzéseinek száma: 132.
1950. márciusban a Futballbírák Testületének (BT) főtitkára (Tabák Endre) a játékvezetők részére egységes felszerelést készíttetett. A felső ruházat fekete ing, BT emblémával, fehér gallérral, az újak és a nyak fehér szegéllyel. Fekete sportnadrág, fekete sportszár fehér szegéllyel. Ugyanakkor FIFA JB szettet kaptak a nemzetközi játékvezetők: Kamarás Árpád, Dorogi Andor, Gerő Ferenc, Klug Frigyes, Hertzka Pál, Iváncsics Mihály és a 40 éves jubileumát ünneplő Bíró Sándor.
| Időpont          | Helyszín                       | Mérkőzés típusa          | Mérkőzés               | Eredmény | Nézők száma |
| ---------------- | ------------------------------ | ------------------------ | ---------------------- | -------- | ----------- |
| 1912. október 6. | Hungária úti Stadion, Budapest | első NB I-es mérkőzése   | MTK–33 FC              | 2 – 1    | Zárt kapus  |
| 1939. május 21.  | Városi Stadion, Salgótarján    | utolsó NB I-es mérkőzése | Salgótarjáni SE–Újpest | 0 – 10   | 1800        |

#### Nemzeti kupamérkőzések
Vezetett kupadöntők száma: 1.

##### Magyar labdarúgókupa
| Időpont           | Helyszín                | Mérkőzés típusa | Mérkőzés       | Eredmény | Nézők száma |
| ----------------- | ----------------------- | --------------- | -------------- | -------- | ----------- |
| 1926. március 28. | Hungária krt., Budapest | döntő           | MTK–Újpesti TE | 4 – 0    | 12 000      |

### Nemzetközi játékvezetés
A Magyar Labdarúgó-szövetség BT terjesztette fel nemzetközi játékvezetőnek, a Nemzetközi Labdarúgó-szövetség (FIFA) 1930-tól tartotta nyilván bírói keretében. Több nemzetek közötti válogatott és klubmérkőzést vezetett, vagy működő társának partbíróként segített. A  nemzetközi játékvezetéstől 1930-ban búcsúzott. Válogatott mérkőzéseinek száma: 2.

## Sportvezetőként
Az 1917. május 29-én alakult Magyar Futballbírák Testülete (BT) legfelsőbb fokon minősített tagja, tanácstagja és elektora (választó, választható).

## Szakmai sikerek
A Magyar Futballbírák Testülete Országos Tanácsülése szakmai munkájának elismeréseként előbb ezüstjelvényt, (15 év) majd aranyjelvényt (25 év) adományozott részére.

## Külső hivatkozások
- Bíró Sándor. eu-football.info. (Hozzáférés: 2014. június 19.)
- Bíró Sándor. magyarfutball.hu. (Hozzáférés: 2023. április 10.)
- Bíró Sándor. nela.hu. (Hozzáférés: 2016. január 8.)